# Nils Bolinder
Nils Leonard Bolinder, född 14 juni 1884 i Håtuna församling, Uppsala län, död 18 augusti 1961, var en svensk väg- och vattenbyggnadsingenjör och generaldirektör.
Bolinder utexaminerades från Kungliga Tekniska högskolan 1906, blev löjtnant vid Väg- och vattenbyggnadskåren 1913 och överste 1934. Han var ingenjör vid Brokonstruktionsbyrån 1911–1915, biträdande ingenjör i Väg- och vattenbyggnadsstyrelsen 1915, byråingenjör 1916–1924, tekniskt sakkunnig i vägfrågor hos länsstyrelsen i Gävleborgs län 1924–1928, extra byråchef på Kommunikationsdepartementet 1928–1933, överdirektör och chef för Väg- och vattenbyggnadsstyrelsen 1933–1937 (tillika tillförordnad chef för Väg- och vattenbyggnadskåren 1933–1934) samt generaldirektör för nämnda styrelse 1937–1949.
Bolinder var även lärare i byggnadsmekanik vid Tekniska skolan 1912–1924, delägare och medarbetare i konsultfirmorna Brokonstruktionsbyrån och Fabriksbyggnadsbyrån 1915–1923, redaktör för Teknisk Tidskrifts avdelning för väg- och vattenbyggnadskonst 1921–1923, ordförande i Svenska väginstitutets direktion 1933–1949, ordförande i direktionen för Statens geotekniska institut 1944–1947, ledamot och sakkunnig i ett flertal kommittéer och utredningar. Han invaldes som ledamot av Krigsvetenskapsakademien 1938. Han blev kommendör med stora korset av Nordstjärneorden 1947.